# کامپایلرهای ابسافت فرترن
کامپایلرهای ابسافت فرترن مجموعه‌ای از کامپایلرهای فرترن برای مایکروسافت ویندوز، اپل مکینتاش و لینوکس هستند که توسط Absoft Corporation تولید شده‌اند. کامپایلرها کد منبع سازگار با پلتفرم‌ها هستند.
- Absoft Pro Fortran در سیستم عامل‌های ۶۴ بیتی از هر دو برنامه اجرایی ۳۲ بیتی و ۶۴ بیتی پشتیبانی می‌کند؛ کاربر انتخاب می‌کند که کدام فرمت کامپایلر تولید شود.
- کامپایلرهای لینوکس در دو نسخه ۳۲ بیتی یا ۶۴ بیتی موجود است. نسخه ۳۲ بیتی فقط فایل‌های اجرایی ۳۲ بیتی تولید می‌کند.

همه با اشکال زدایی گرافیکی و محیط توسعه یکپارچه همراه شده‌اند. پشتیبانی تک رشته‌ای و چند رشته‌ای موازی توسط کاربر کنترل می‌شود و شامل پنج سطح بهینه‌سازی، OpenMP، سطوح سرعت ریاضی ۰ تا ۹ و سایر قابلیت‌های پیشرفته است.

## تاریخچه

### ریشه‌ها: Absoft FORTRAN 77 برای سیستم‌های MC68000
مدیران Absoft، پیتر جاکوبسون و وود لوتز، در دانشگاه میشیگان ملاقات کردند. آنها با هم یک فروشگاه صوتی تحت عنوان Absolute Sound در سال ۱۹۷۵ راه اندازی کردند. در سال ۱۹۷۹، آنها ظهور میکرو رایانه‌های ۱۶ بیتی را مشاهده کردند و بازار کامپایلرهای Fortran با کیفیت بالا را مشاهده کردند و یک کامپایلر برای ریزپردازنده Western Digital WD16 ساختند، که آنها را به صورت تجاری در آن منتشر کردند. ۱۹۸۰. ابتدا از نام نرم‌افزار مطلق استفاده شد، اما نام کوتاه شده Absoft بعنوان یک علامت تجاری کاربردی تر در نظر گرفته شد.

### Absoft FORTRAN 77 برای Macintosh
اولین موفقیت عمده فروش Absoft، قرارداد ۵۰۰ هزار دلاری با Alpha Microsystems برای حقوق توزیع مجدد جهانی کامپایلر Fortran 77 سازگار با سیستم عامل AMOS آنها با استفاده از پردازنده سری Motorola 68000 بود. در این مرحله Absoft هنوز فقط از دو بنیانگذار تشکیل شده بود، بنابراین این موفقیت به شرکت اجازه داد تا مستقل بماند، کارکنان خود را اضافه کند و به یک مرکز اداری بزرگتر نقل مکان کند. قراردادهای OEM اضافی برای کامپایلرهای Fortran برای انواع مختلف یونیکس دنبال شد. بنیانگذاران مدیری برای Absolute Sound استخدام کردند که به موفقیت خود ادامه داد و به سه فروشگاه گسترش یافت؛ این زنجیره در سال ۱۹۸۸ به یک زنجیره بزرگتر Hi-Fi فروخته شد.

### مکمل MIL-STD-1753 برای FORTRAN 77
MIL-STD-1753 توسط DoD در سال ۱۹۷۸ برای استانداردسازی برخی از ویژگی‌های صنعتی Real-Time Fortran به عنوان افزونه Fortran 77 منتشر شد. این افزونه IMPLICIT NONE, DO WHILE, END DO را جایگزین CONTINUE به عنوان دستور برای پایان حلقه‌های DO و توابع ذاتی برای آزمایش و تنظیم بیت‌ها کرد. MIL-STD-1753 در استاندارد ISO/IEC 1539: 1991 جذب شد و بعدها استانداردهای ISO/IEC مطابق MIL-STD-1753 هستند و MIL-STD-1753 در سال ۱۹۹۵ به عنوان اضافی حذف شد.

### Absoft FORTRAN 77 برای Apple Macintosh و ویندوز
زمانی که Alpha Micro میکروکامپیوتر مبتنی بر MC68000 خود را منتشر کرد، Absoft پیشنهادهای خود را به موتورولا و مکینتاش گسترش داد. در دسترس بودن ماشین‌های مبتنی بر MD68000، یونیکس ۳۲ بیتی را در ماشین‌های کوچک قابل اجرا کرد و Absoft کامپایلرهای Fortran را برای ماشین‌های یونیکس توسط Data General، HP، Sun Microsystems, Tektronix و دیگران ارائه داد.
در سال ۱۹۸۵ مایکروسافت مجوز MacFortran را صادر کرد که شامل یک کامپایلر بومی ANSI FORTRAN 77 و دیباگر گرافیکی بود. اندکی پس از آن، مایکروسافت با Absoft قراردادی برای توسعه مایکروسافت فرترن برای مکینتاش و یک کامپایلر بیسیک مایکروسافت که ۱۰۰٪ نحو با مفسر مایکروسافت بیسیک موجود در مکینتاش سازگار بود، منعقد کرد. اپل با سفارش زیادی برای دانشگاه Drexel، یکی از اولین مشتریان Mac Fortran بود. انواع کامپایلرهای Fortran و BASIC برای مکینتاش تحت نام A/C Fortran و A/C Basic برای آمیگا به بازار عرضه شد. کامپایلرهای فرترن برای لینوکس/یونیکس و مایکروسافت ویندوز دنبال شدند.
کامپایلرهای Mac و Amiga Fortran شامل یک محیط توسعه یکپارچه (IDE) و نمایه ساز بودند. IDE به کامپایلرهای ویندوز اضافه شد و در همه کامپایلرهای بعدی Absoft Fortran گنجانده شد.

### فورترن۹۰ و اینترنت
در طول دهه ۱۹۹۰، خطوط تولید گسترده و اینترنت، ابسافت را قادر ساخت تا پایگاهی از فروشندگان در سراسر جهان ایجاد کند. برای مدتی در اواسط دهه ۱۹۹۰، Absoft یک نماینده تمام وقت در کالیفرنیا داشت، اما استفاده گسترده از اینترنت این موقعیت را حذف کرد و اجازه داد همه چیز در یک مکان واحد اجرا شود.

## نقاط عطف شرکت
جزئیات مربوط به نقاط عطف از سال ۲۰۰۶ در صفحه انتشارات مطبوعاتی وب سایت Absoft موجود است.
- 1980 Absoft در بیرمنگام، میشیگان تأسیس شد.
- ۱۹۸۱ کامپایلرهای اولیه برای سیستم عامل‌های UNIX شامل اشکال زدایی گرافیکی بودند.
- ۱۹۸۱ قرارداد بزرگ با Alpha Microsystems.
- ۱۹۸۳ انتشار اولین اشکال زدایی گرافیکی Absoft، برای Motorola VersaDOS.
- 1984 Absoft پشتیبانی از شتاب‌دهنده نقطه شناور Sky Computers،[۷] SKYFFP-V، در سیستم‌های VME (معروف به ورسابوس) و S-100 را اضافه می‌کند.
- ۱۹۸۵ انتشار کامپایلر Absoft Mac Fortran با اشکال زدایی گرافیکی و IDE.
- ۱۹۸۶ انتشار کامپایلر Absoft Mac BASIC با اشکال زدایی گرافیکی و IDE.
- ۱۹۸۶ انتشار Amiga Fortran
- 1988 Absoft یک تأسیسات توسعه جدید در روچستر هیلز، میشیگان ساخت.
- انتشار Absoft Fortran برای Mac PPC 1994 (هنوز موجود است!)
- ۱۹۹۴ عرضه Fortran برای مایکروسافت ویندوز.
- ۱۹۹۷ انتشار لینوکس فورتن برای CERN برای انتقال کد ESPACE به لینوکس.
- ۲۰۰۰ همه نسخه‌ها شامل Fortran 90 است.
- ۲۰۰۳ اولین کامپایلر که اجرایی ۶۴ بیتی (لینوکس) تولید می‌کند.
- ۲۰۰۴ انتشار IBM XL Fortran و XL C/C ++ برای سیستم عامل Mac (PPC).
- ۲۰۰۴ قرارداد IBM برای توسعه HPC SDK برای معماری POWER, POWER4 و POWER5.[۸][۹]
- ۲۰۰۵ اجرایی ۶۴ بیتی در مکینتاش.
- ۲۰۰۵ همه نسخه‌ها شامل Fortran 95 است.
- ۲۰۰۵ با نسخه ۱۰٫۰، کامپایلر قبلاً همراه Absoft C/C ++ به نفع استفاده از کامپایلرهای C/C ++ در دسترس همه در هر پلتفرم مستقیماً از IDE حذف شد. کامپایلر نمایه کننده و همراه C/C ++ حذف شد تا امکان سازگاری با کامپایلرها و پیوند دهندگان سیستم C فراهم شود.
- 2006 Max OS/X Intel Pro Fortran منتشر شد.
- 2006 IMSL ۵٫۰ برای لینوکس ۶۴ بیتی اینتل/AMD منتشر شد.
- ۲۰۰۶ کتابخانه‌های AnCAD[۱۰] MATFOR[۱۱] برای لینوکس و ویندوز منتشر شد.
- ۲۰۰۷ اجرایی ۶۴ بیتی در Microsoft Windows و Mac OS/X. IMSL برای Mac OS/X موجود است.
- 2007 Absoft Pro Fortran ۱۰٫۱ را با تنظیم پردازنده‌های چند هسته ای AMD و Xeon برای اجزای ۳۲ بیتی و ۶۴ بیتی منتشر کرد.
- ۲۰۰۸ یک "Roll" برای توزیع خوشه ای Rocks Cluster Distribution منتشر می‌کند که شامل Absoft Pro Fortran 10.1 است و با Rocks+ 4.3 و پشته نرم‌افزار منبع باز آن سازگار است.
- 2008 Absoft and Visual Numerics انتشار کتابخانه IMSL واجد شرایط برای پلت فرم HPC مایکروسافت.[۱۲]
- 2009 IMSL ۶٫۰ به عنوان بخشی از Pro Fortran 11 منتشر شد.
- 2010 Absoft Pro Fortran 11.1 for HPC Code Development، سازگار با Snow Leopard یک Xcode 3.2 منتشر شد.
- ۲۰۱۰ پشتیبانی NVIDIA CUDA از طریق پیش پردازنده HMPP 2.4 CAPS منتشر شد.
- 2011 Absoft و Bradly Associates مجموعه ای از Absoft Pro Fortran و GINO GUI builder را اعلام کردند. GINO GUI Lite شامل Absoft Pro Fortran یا ارتقاء پس از ۲۰ آوریل ۲۰۱۱ است (در صورت درخواست خرید یا ارتقا تا ۶۰ روز قبل از آن تاریخ).[۱۳]
- 2011 IMSL ۷٫۰ منتشر شد و همراه با همه نسخه‌های Absoft Pro Fortran عرضه شد.
- ۲۰۱۲ ساختمان روچستر هیلز را فروخت و به یک ساختمان اداری در تروی، میشیگان نقل مکان کرد.

## کامپایلرهای ابسافت پرو فورترن
ابسافت پرو فورترن از ژوئیهٔ ۲۰۱۸ در پنج ورژن در دسترس است:
- Microsoft Windows
- Mac Intel x86_64 (OS X)
- Mac PPC (OS X PPC G5)
- Linux 32-bit Intel x86
- Linux 64-bit Intel x86_64

نسخه‌های ویندوز، مک و ۶۴ بیتی لینوکس با توجه به گزینه کاربر، فایل‌های اجرایی ۳۲ بیتی یا ۶۴ بیتی تولید می‌کنند. نسخه لینوکس ۳۲ بیتی اجزای ۳۲ بیتی تولید می‌کند. همه نسخه‌ها کتابخانه‌های IMSL را به عنوان یک گزینه اضافی ارائه می‌دهند.
GINO GUI Lite به عنوان یک جزء اختیاری و بدون هزینه اضافی در دسترس است. GINO GUI و گرافیک و Winteracter GUI Toolset نیز با هزینه اضافی در دسترس هستند.

### پردازش و بهینه‌سازی موازی
گزینه‌های موازی سازی و بهینه‌سازی اسبافت پرو فورترن توسط تصویر صفحه گزینه‌های مربوطه در سمت راست نشان داده شده‌است. Absoft Pro Fortran پنج سطح بهینه‌سازی کلاسیک و گزینه‌های Speed Math 0 تا ۹ را ارائه می‌دهد. گزینه‌های موازی سازی شامل موازی سازی خودکار به عنوان یک کادر تأیید با نشانه‌های گرافیکی از میزان موفقیت در کد منبع در پنجره ویرایشگر به عنوان برجسته کردن رنگ‌ها است. OpenMP 3.0 نیز به عنوان چک باکس در دسترس است. Speed OpenMP به صورت هیچ‌کدام یا سطوح ۰ تا ۵ در دسترس است. Absoft پشتیبانی از MPI (MPICH2 و Open MPI) را ارائه می‌دهد. ScaLAPACK و BLACS با تمام سیستم عامل‌ها ارسال می‌شود. IMSL 7.0، یکپارچه اما از زمان انتشار نسخه ۷٫۰ در سال ۲۰۱۱ به عنوان مجوز جداگانه در دسترس است، MPICH2 را تأمین می‌کند. اجرای برنامه‌هایی که از موازی سازی در ماشین‌هایی استفاده می‌کنند که Absoft Fortran را نصب نکرده‌اند، نیاز به افزودن pthreadVC2.dll برای فایل‌های اجرایی ۳۲ بیتی یا، برای اجراهای ۶۴ بیتی، pthreadVC2_64.dll دارد. این کتابخانه تحت LGPL 2.1 توزیع شده‌است.

### اکستنشن‌های فورترن ۲۰۰۳ و فورترن ۲۰۰۸
برخی از افزونه‌های فورترن ۲۰۰۳ و فورترن 2008 از آوریل ۲۰۱۴ با نسخه ۱۴٫۰٫۳ اجرا شده‌اند.

#### فورترن ۲۰۰۳
برخی از برنامه‌های افزودنی Fortran 2003 در نسخه‌های فعلی Absoft Pro Fortran موجود است. از جمله این موارد عبارتند از:
- ISO_C_BINDING and ISO_FORTRAN_ENV
- ACOS, ASIN, and ATAN generics accept complex arguments
- COSH, SINH, and TANH generics accept complex arguments
- MOVE_ALLOC statement
- GET_COMMAND, GET_COMMAND_ARGUMENT and COMMAND_ARGUMENT_COUNT
- GET_ENVIRONMENT_VARIABLE
- FLUSH statement
- IS_IOSTAT_END and IS_IOSTAT_EOR
- ENUMERATOR and ENUM
- NEW_LINE
- ABSTRACT INTERFACE
- PROCEDURE pointers
- enhanced TYPE initialization
- POINTER bounds remapping
- recognizes ASYNCHRONOUS I/O specifiers
- IOMSG=string_variable_for_error_text_string I/O statement specifier
- IEEE exceptions
- VALUE statement and declaration attribute

#### فورترن ۲۰۰۸
چندین افزونه Fortran 2008 از آوریل ۲۰۱۴ در دسترس است. بیشتر با به روزرسانی‌ها و نسخه‌های جدید در دسترس خواهد بود. موارد موجود در حال حاضر شامل موارد زیر است، اما به آنها محدود نمی‌شود:
- ACOSH, ASINH, ATANH intrinsics
- HYPOT intrinsic
- LEADZ and TRAILZ intrinsics
- POPCNT and POPPAR intrinsics
- empty CONTAINS section
- BESSEL_J0, BESSEL_J1, and BESSEL_JN intrinsic functions
- BESSEL_Y0, BESSEL_Y1, and BESSEL_YN intrinsics
- BGE, BGT, BLE, and BLT intrinsics
- DSHIFTL and DSHIFTR intrinsics
- SHIFTA, SHIFTL and SHIFTR intrinsics
- MASKL, MASKR and MERGE_BITS intrinsics
- EFC_SCALED, GAMMA and LOG_GAMMA intrinsics
- EXECUTE_COMMAND_LINE intrinsic
- IS_IOSTAT_END and IS_IOSTAT_EOF intrinsics
- SELECTED_CHAR_KIND intrinsic
- Allocatable components of derived types (data structures) (partial implementation)
- Pointer INTENT attribute

### بسته‌های بسته‌بندی شده و اختیاری
همه این بسته‌ها در IDE گنجانده شده‌اند و کاملاً در کامپایلر ادغام شده‌اند. هزینه در قیمت خرید گنجانده شده‌است به جز IMSL و GINO یا Winteracter، که جداگانه فروخته می‌شوند. بسته‌های نصب شده را می‌توان برای افزودن در جعبه‌های علامت گذاری در برگه ای در منوی گزینه‌های پروژه انتخاب کرد که در تصویر سمت راست نشان داده شده‌است. برخی از این موارد در زیر توضیح داده شده‌است.

#### اشکال زدایی گرافیکی ابسافت FX3
دیباگر گرافیکی FX3 با تمام نسخه‌های Absoft Pro Fortran همراه است. اشکال زدایی گرافیکی FX3 با مجموعه کامپایلر GNU (gcc) (در مکینتاش و لینوکس)، Apple C، Microsoft Visual Studio C/C ++ (فقط Windows) و زبان اسمبلی در هر سه سیستم عامل سازگار است.

#### رابط کاربری گرافیکی GINO و Winteracter برای فورترن
GINO و Winteracter APIهای شخص ثالث اختیاری برای ایجاد گرافیک‌های پیچیده دو بعدی و سه بعدی و برنامه‌های رابط کاربری گرافیکی با استفاده از برنامه‌های فرترن هستند. GINO Lite (فقط ۳۲ بیتی، برخی محدودیت‌ها) با Absoft Pro Fortran برای Windows بدون هیچ گونه هزینه اضافی همراه است و برای اکثر کاربران مناسب است. Absoft مجوزها را در تمام پلتفرم‌ها برای نسخه‌های کامل GINO یا Winteracter ارائه می‌دهد که شامل پشتیبانی ۶۴ بیتی است، هیچ محدودیتی ندارد و با مجموعه Absoft Pro Fortran یکپارچه شده‌است.

#### کتاب‌خانه‌های IMSL
Absoft تنها فروشنده تجاری Fortran است که بسته‌های IMSL Numerical Libraries را با کامپایلرهای فرترن برای ویندوز، مک و لینوکس ارائه می‌کند. Absoft تنها ارائه دهنده IMSL برای MacOS است. Absoft مجوزهای IMSL و اسناد را به عنوان کدهای بازگشایی می‌فروشد که امکان انتشار کتابخانه‌ها و اسناد IMSL را از نرم‌افزار نصب Absoft فراهم می‌کند. نسخه‌های فعلی با IMSL 7، آخرین نسخه عرضه می‌شوند.

#### کتاب‌خانه‌های سازگاری UNIX , VAX/VMS
برای استفاده در کد انتقال نوشته شده بر روی سیستم‌های UNIX یا VAX، کتابخانه‌های ذاتی Fortran مخصوص UNIX و VAX با علامت زدن کادری در پنجره گزینه‌های پروژه، کتابخانه‌ها/ابزارها در دسترس هستند. سایر برنامه‌های افزودنی مهم برای انتقال از سیستم عامل‌های دیگر، مانند اشاره گرهای Cray، در Absoft Pro Fortran به عنوان بخشی از کامپایلر گنجانده شده‌است.

#### LAPACK , BLAS
بسته جبر خطی (LAPACK) با زیر برنامه‌های اصلی جبر خطی (BLAS) یا BLAS به تنهایی، به عنوان کتابخانه‌های قابل پیوند ارائه می‌شود.

#### HDF4, HDF5
کتابخانه‌های قالب داده سلسله مراتبی HDF4 نسخه ۴٫۲٫۸ و HDF5 نسخه ۱٫۸٫۹ را می‌توان با علامت زدن کادری در پنجره گزینه‌های پروژه، کتابخانه‌ها/ابزارها گنجاند.

#### NetCDF
فرم داده مشترک شبکه (NetCDF) نسخه ۴٫۳ با علامت زدن یک کادر در دسترس است.

#### CUDA, CAPS
انویدیا کارت‌های گرافیکی را تولید می‌کند که از آرایه‌های واحدهای پردازش گرافیکی با معماری کامل یکپارچه دستگاه (CUDA) استفاده می‌کنند. یک نسخه ویژه از BLAS را می‌توان با علامت زدن کادری در پنجره گزینه‌های پروژه، کتابخانه ها/ابزارها در پیوند دادن کتابخانه‌ها گنجاند.
CAPS یک کامپایلر چند هسته ای برای استفاده از آرایه‌های هسته CUDA در GPU برای محاسبه است.

#### کتاب‌خانه‌های طرح PL
PLplot 5.9 با علامت زدن کادری در پنجره Project Options Libraries/Tools در دسترس است. صحافی‌ها برای هر دو دقت تکی و دوگانه، از FORTRAN 77 یا Fortran 95 یا برای تماس از مایکروسافت WIN32 در دسترس هستند.

#### DLL و سیستم کال‌ها
برای همه سیستم عامل‌ها، Absoft Pro Fortran از کتابخانه‌های استاتیک یا پویای کاربر که توسط سیستم، سایر کامپایلرها یا کاربر ارائه می‌شود پیوند می‌دهد. Absoft Pro Fortran قابلیت تولید کتابخانه‌های ایستا و پویا را دارد.

#### خط فرمان و قابلیت همکاری ++C/ C
همه کامپایلرهای Absoft را می‌توان از خط فرمان فراخوانی کرد و به‌طور کامل کنترل کرد. از آنجایی که Absoft از نسخه ۱۰٫۰ در سال ۲۰۰۵ از فرمت پیوند دهنده سیستم برای همه پلتفرم‌ها استفاده کرده‌است، فایل‌های شی C/C++ را می‌توان با فایل‌های آبجکت کامپایلر Absoft پیوند داد و ادغام با رایج‌ترین کامپایلرهای C/C++ توسط تنظیمات در Absoft IDE انجام می‌شود.
Absoft IDE برای استفاده از کامپایلرهای Absoft Fortran سیم‌کشی شده‌است و برای استفاده از یک کامپایلر C/C++ که فایل‌های شی سازگار با پیوند دهنده سیستم را تولید می‌کند، قابل تنظیم است.

## ویژگی‌های اختیاری GUI مخصوص ابسافت
گزینه‌های GUI مخصوص Absoft امکان استفاده از برنامه‌های کامپایل شده با Absoft Pro Fortran با استفاده از ماوس و برخورد با پنجره‌های بازشو را به همان روشی که از برنامه‌های GUI پنجره دار استفاده می‌شود، می‌دهد. استفاده از ویژگی‌های GUI مخصوص Absoft بین سیستم عامل‌هایی که از Absoft Pro Fortran در هر پلتفرم استفاده می‌کنند قابل حمل است، اما سایر کامپایلرها و سیستم عامل‌ها نمی‌توانند از این ویژگی‌ها استفاده کنند و کد ویژگی‌های Absoft خاص توسط سایر کامپایلرها قابل تشخیص نخواهد بود.

### MRWE
گزینه Microsoft/Macintosh Runtime Window Environment (MRWE) از یک برنامه اصلی Fortran 77 استفاده می‌کند که از کتابخانه‌های GUI سیستم برای ایجاد یک برنامه پنجره ای استفاده می‌کند. محیط MRWE به عنوان یک نوع اجرایی در گزینه‌های IDE برای ایجاد یک برنامه انتخاب شده‌است. برنامه پیش فرض MRWE ورودی و خروجی را به یک پنجره پیمایش شبیه به خط فرمان ترسیم می‌کند، اما کاربر تمام خروجی را حفظ می‌کند و می‌تواند پس از خروج برنامه، آن را به عنوان یک فایل متنی ذخیره کند. در برنامه MRWE GUI برای افزودن تماس‌های سیستم ویندوز برای افزایش رابط کاربری، قلاب‌هایی ارائه شده‌است که پتانسیل یک برنامه کامل ویندوز را به‌طور کامل در Fortran نوشته شده‌است. کد منبع MRWE به عنوان نقطه شروع برای یک برنامه GUI تمام Fortran Win32 در دسترس است. MRWE در سال ۲۰۱۲ با AWE جایگزین شد اما هنوز به عنوان یک محیط هدف برای برنامه‌های قدیمی در دسترس است.

### AWE
محیط پنجره Absoft (AWE) با انتخاب نوع برنامه در GUI ارائه می‌شود. وقتی این کار انجام شد، یک فایل AWE_Preferences.f95 به پروژه شما اضافه می‌شود. این فایل Fortran شامل رویه‌های کوچکی است که در حین مقدار دهی اولیه نامیده می‌شوند که AWE را با تعیین اندازه پشته برای پنجره تعاملی، اندازه و رفتار پنجره و فونت پیکربندی می‌کند.
یک برنامه AWE می‌تواند موارد منوی پنجره کنسول تعاملی را که می‌تواند برای اجرای واحدهای برنامه و خروج از آنها استفاده شود، افزایش دهد و GUI را برای یک برنامه تعاملی ارائه دهد. واحدهای برنامه می‌توانند با استفاده از پنجره‌های بازشو، منوها و پنجره‌های صفحه نمایش کار کنند، به طوری که کنسول سنتی I/O به‌طور کلی استفاده نمی‌شود و بنابراین یک برنامه کاربردی GUI تمام Fortran را در هر سه سیستم عامل پشتیبانی شده ارائه می‌دهد.
برنامه‌های AWE که برای استفاده بدون کامپایلر Absoft توزیع شده‌اند، نیاز به libgomp.dll با فایل‌های اجرایی ۳۲ بیتی یا libgompx64.dll برای فایل‌های اجرایی ۶۴ بیتی دارند. این DLLها تحت مجوز Free Public Foundation GNU General Public Foundation (نسخه ۳ با استثناء کتابخانه GCC) منتشر می‌شوند. با استفاده از دستور use AWE_Interfaces به پنجره‌های بازشو، گرافیک و صفحات گسترده تعاملی دسترسی پیدا می‌کنید. توزیع فایل‌های اجرایی با این ویژگی‌ها شامل QtCore4.dll و QtGui4.dll است. QT تحت LGPL نسخه ۲٫۱ دارای مجوز است.

#### پنجرهٔ کنسول تعاملی
کامپایل به عنوان یک برنامه AWE ورودی و خروجی استاندارد را به یک پنجره پیمایش شبیه به خط فرمان ترسیم می‌کند، اما کاربر تمام خروجی را حفظ می‌کند و این گزینه را دارد که پس از خروج برنامه، آن را به عنوان یک فایل متنی ذخیره کند. سایر ویژگی‌ها، که در زیر توضیح داده شده‌است، با استفاده از برنامه AWE فعال می‌شود. می‌توان یک برنامه AWE تعاملی نوشت که به هیچ عنوان از کنسول تعاملی استفاده نمی‌کند و این پنجره را برای استفاده به عنوان یک گزارش اجرا در دسترس می‌گذارد.

#### منوها، پیام‌های باز شو، کادرهای گفتگو و فرم‌ها
این توابع از طریق فراخوانی به رویه‌ها در ماژول AWE_Interfaces پیاده‌سازی می‌شوند. برنامه‌نویسی تقریباً همان چیزی است که برای یک رابط تعاملی پنجره خط فرمان مورد نیاز است.

#### گرافیک داخلی
نمودارهای میله ای، نمودارهای پای و نمودارهای X-Y از طریق فراخوانی به رویه‌ها در ماژول AWE_Interfaces پشتیبانی می‌شوند. پیش فرض‌ها استفاده ساده را ارائه می‌دهند اما انعطاف‌پذیری زیادی در رنگ‌های خروجی، رنگ و عرض خط، پس زمینه و غیره در صورت تمایل در دسترس است.

#### نمودارهای سه بعدی
نمودارهای سه بعدی شامل نمودارهای x-y-z چشم‌انداز و نمودارهای کانتور نیز از طریق فراخوانی به رویه‌ها در ماژول AWE_Interfaces برای انتشار ۲۰۱۵ و بعد پشتیبانی می‌شوند.

#### صفحه‌های گسترده
برای نمایش آرایه‌های رتبه ۲ می‌توانید پنجره‌های صفحه گسترده ای را در AWE ایجاد کنید. زیربرنامه‌ها برای باز کردن، بستن، خواندن، نوشتن و برچسب زدن برگه‌ها ارائه شده‌است. دستورهای منو را که در بالا توضیح داده شد، می‌توان به یک برنامه AWE اضافه کرد تا داده‌های موجود در صفحه گسترده را دستکاری کند.

## پایگاه کاربر
در صفحه ای در وب سایت Absoft, بیش از ۱۸۰ کاربر مجوز شرکت و دولت فهرست شده‌است. از جمله آنها می‌توان به کامپیوتر اپل، آزمایشگاه‌های سرن، آزمایشگاه‌های ملی لارنس لیورمور، مرکز تحقیقات نویسی ناسا، مرکز جنگ دریایی زیر دریایی، آزمایشگاه تحقیقات نیروی دریایی، مرکز جنگی نیروی دریایی، شرکت Raytheon Systems, Seagate Technology، شرکت توشیبا، آزمایشگاه فیلیپس USAF, Boeing Defense و Space, Canon, Inc. , Nikon Corporation, Computer Science Corporation, General Motors, Ford Motor Company, Toyota Motor Company, Hewlett Packard, Institute for Defense Analysis, Lockheed Martin, Los Alamos National Laboratories, McDonnell Douglas, MIT Lincoln Laboratories, Mitsubishi Heavy صنایع، SRI International, Texas Instruments، نیروی هوایی ایالات متحده، Wolfram Research, Micro Devices پیشرفته، آزمایشگاه‌های ملی Argonne، آزمایشگاه‌های AT&T Bell، شرکت هواپیماهای نظامی بوئینگ، آزمایشگاه ملی بروکهاون، آزمایشگاه‌های CSDraper، مرکز تحقیقات دیوید سرنوف، GE Aerospace, IBM TJ مرکز تحقیقات واتسون، شرکت اینتل، آزمایشگاه پیشرانش جت، آزمایشگاه‌های لارنس برکلی، Loral Space & Range Systems، شرکت میتر، مرکز تحقیقات لانگلی ناسا و بسیاری دیگر.

## نگارخانه

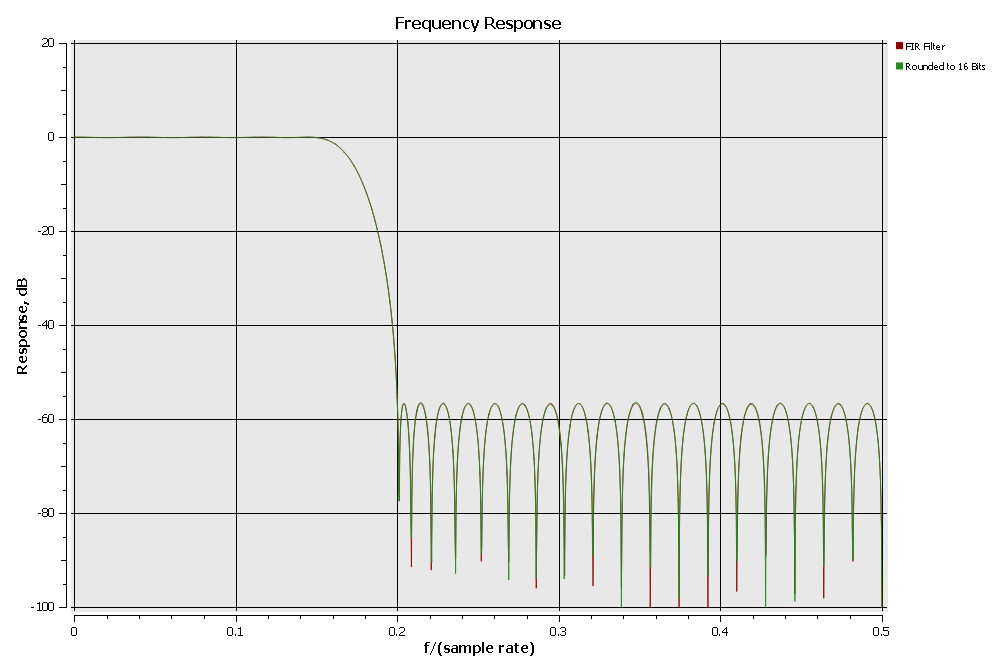
نمونه طرح با استفاده از AWE
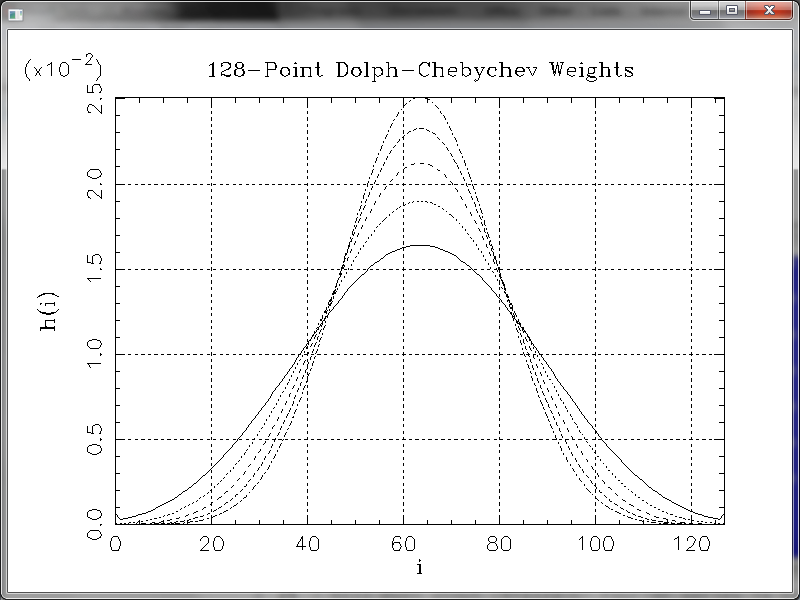
نمونه ای از طرح ساده با استفاده از PLplot
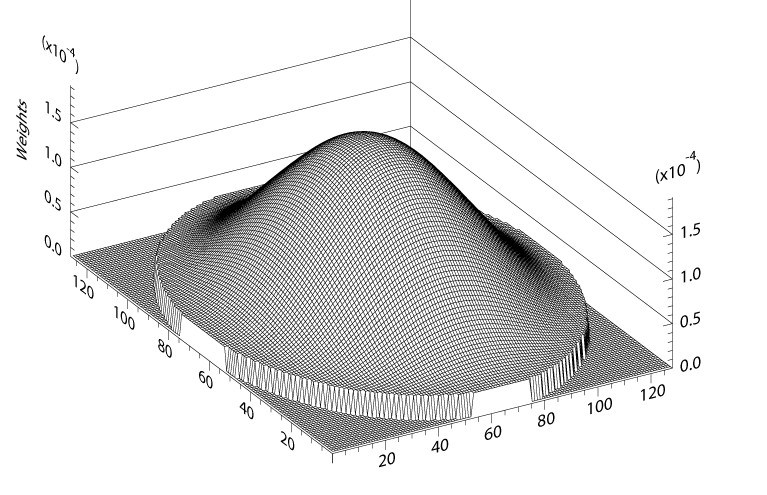
نمونه ای از طرح ساده fishnet با استفاده از PLplot